# 室內空氣質素資訊中心
室內空氣質素資訊中心（英語：IAQ Information Centre）是香港環境保護署有關室內空氣質素的資訊中心，位於九龍九龍塘達之路78號生產力大樓一樓，由香港生產力促進局負責管理，於2001年1月正式啟用。中心成立的目的是向業主、物業管理公司和一般市民推廣及宣傳如何保持優良室內空氣質素的知識，並推廣室內空氣質素管理計劃 。

## 批評
審計署於2011年4月的審計報告中，批評環保署推廣改善室內空氣質素不力，並指室內空氣質素資訊中心在缺乏宣傳下訪客人數過少。2010年中心只有約3,700人參觀，大部份是團體訪客，而個人訪客只有84人。

## 外部連結
- 室內空氣質素資訊中心（页面存档备份，存于）